# Галаган Григорій Гнатович
Григо́рій Галага́н (20 листопада 1716 — 24 грудня 1777) — український політичний діяч доби Гетьманщини. Полковник Прилуцького адміністративного полку (1739–1763). Член Генеральної військової канцелярії Гетьманщини. Автор спогадів.

## Життєпис
Походив з козацької старшини. Син чигиринського, прилуцького полковника Гната Івановича Ґалаґана та Олени Антонівни Тадрини, онуки київського війта Ждана Тадрини. Навчався у Києво-Могилянській академії. З 1740 року — прилуцький полковник. Учасник військових походів: Дністровського 1738 року, Азовського 1741 року, Пруського 1760 під час Семирічної війни.
Учасник коронації імператриці Єлизавети I у Москві 1742.
1750 року Григорій Ґалаґан брав участь у засіданні ради у Глухові з приводу затвердження Кирила Розумовського гетьманом України. Від гетьмана Кирила Розумовського 1752 одержав універсал на місто Варву й низку сіл: Озеряни, Рудівку, Дігтярі, Сокиринці та інші. Володів понад 4 тисяч кріпаків.
1750 року призначений членом Генеральної військової канцелярії. У 1763 році Григорій Ґалаґан відійшов від урядової роботи, передавши владу сину Івану.
1771 року залишив автобіографічні спогади «Жизнь моя». Похований у своєму маєтку в селі Сокиринці (тепер Чернігівської області).

## Портрети
На сьогодні в зібраннях Чернігівського обласного художнього музею збереглись два прижиттєвих портрети полковника з родинної колекції в Сокиринцях. 
Перший портрет було намальовано приблизно 1740 р. де молодий полковник був вдягнений в угорський однострій, а саме дулам — угорську однобортну куртку короткого обтяжного крою з вузькими рукавами і сторчовим коміром. Другий портрет так само був поясним офіційно-представницьким, але Григорій Галаган тут зображений в козацько-старшинському однострої з кунтушем зміненим на кирею темного сукна.